# 丝绸之路航空
丝绸之路航空（英語：Silk Way Airlines）是一家阿塞拜疆以巴库盖达尔·阿利耶夫国际机场为枢纽机场的货运航空公司。 丝绸之路航空向政府和非政府组织提供飞往欧洲和亚洲的货运航班。

## 历史
丝绸之路航空于2001年成立，其第一班商业航班于2001年10月6日起飞。在2015年初与波音达成了订购另外3架波音747-8型货机（波音747-8F）的协议。2015年5月，丝绸之路航空宣布成为安东诺夫An-178的启动客户并订购了10架该型号飞机。

## 目的地
截止到2013年4月，丝绸之路航空提供至至以下目的地的定期货运航班

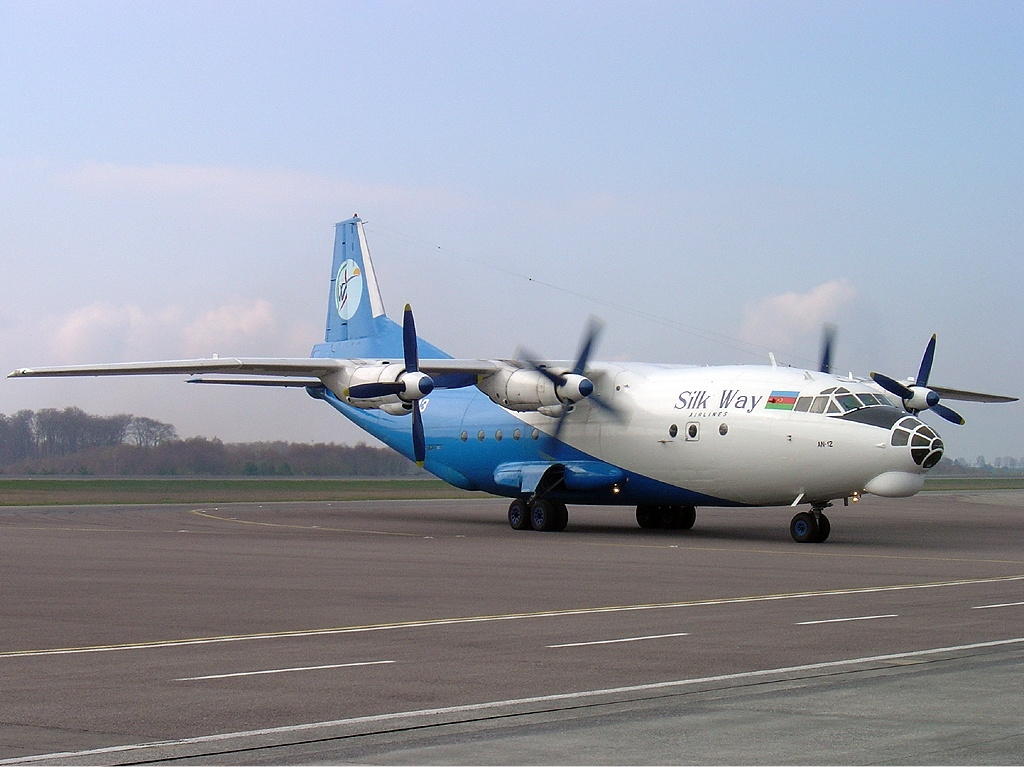
一架丝绸之路航空的安托諾夫An-12在卢森堡-芬德尔国际机场，2004年

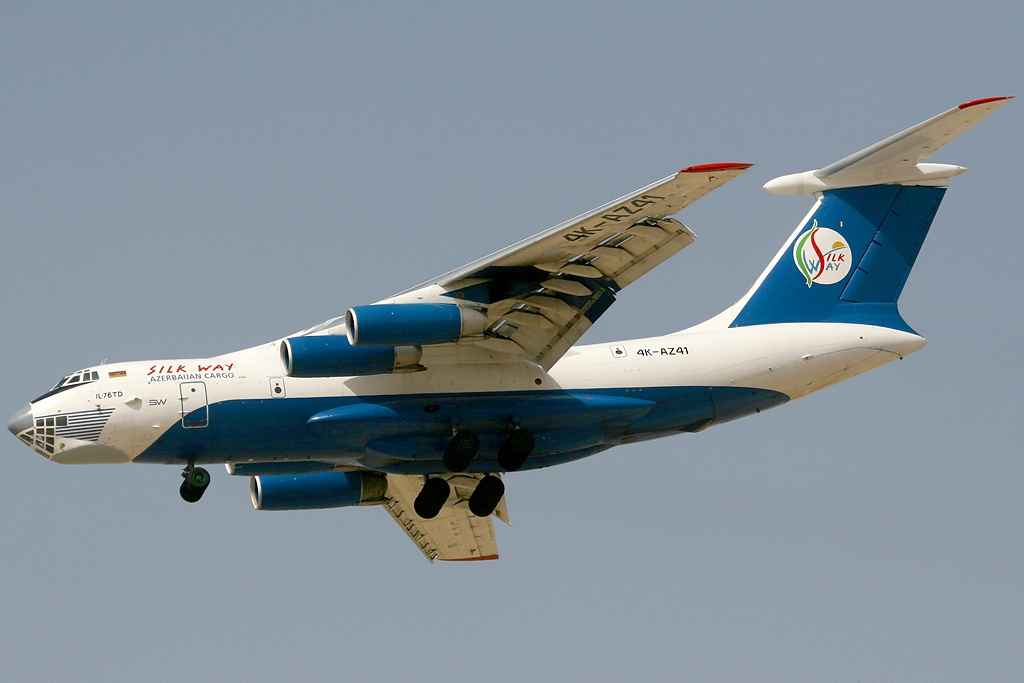
一架丝绸之路航空的伊留申76在迪拜国际机场降落，2010年

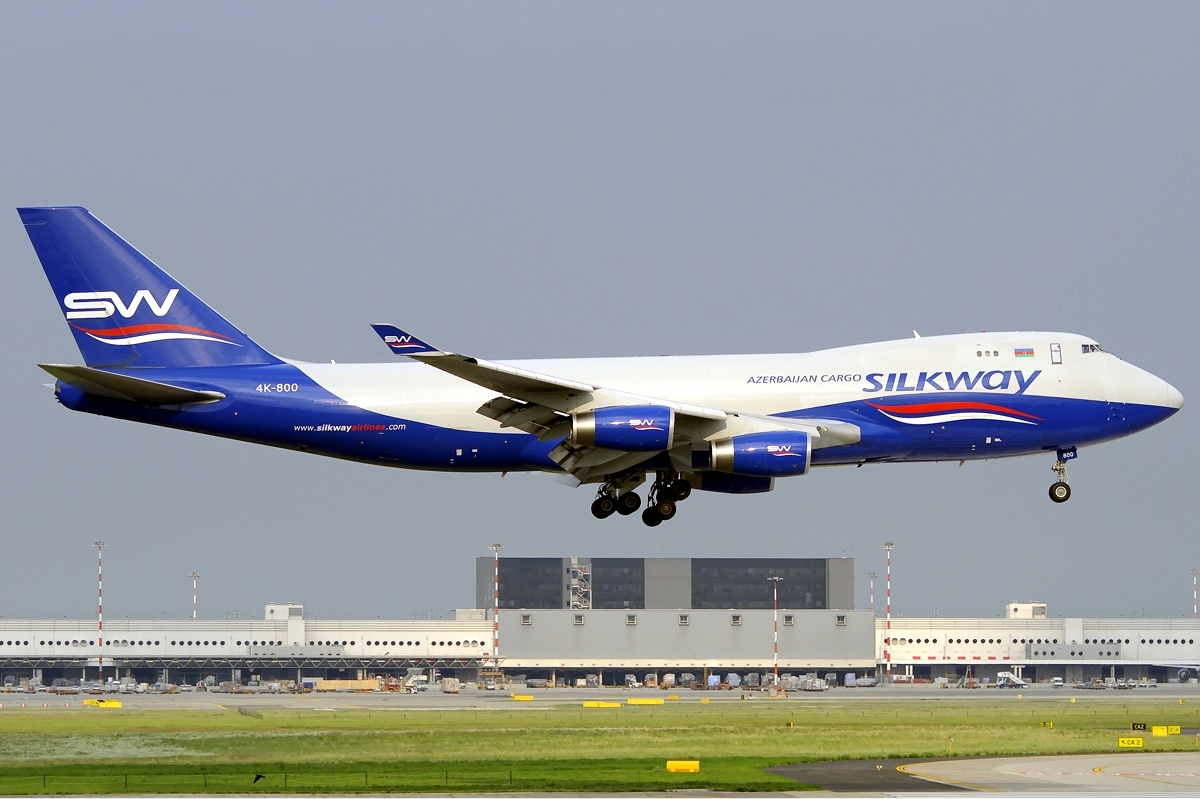
一架丝绸之路航空的波音747-400F在米兰-马尔彭萨机场降落，2011年

- 巴库 – 盖达尔·阿利耶夫国际机场 枢纽

 中华人民共和国
- 上海市 – 上海浦东国际机场
- 乌鲁木齐市 – 乌鲁木齐地窝堡国际机场

- 第比利斯 – 第比利斯国际机场

 德国
- 哈恩（英语：Hahn, Rhineland-Palatinate） – 法兰克福-哈恩机场

 英国
- 伦敦 – 伦敦斯坦斯特德机场

 香港
- 香港 - 香港國際機場

- 阿克套 – Aktau Airport（英语：Aktau Airport）
- 阿克托比 – Aktobe Airport（英语：Aktobe Airport）
- 阿特勞 – 阿特勞機場
- Oral – Oral Ak Zhol Airport（英语：Oral Ak Zhol Airport）

- 首爾 – 仁川國際機場

- 比什凯克 – 玛纳斯国际机场

 以色列
- 特拉维夫 - 本-古里安国际机场

 義大利
- 米蘭 – 米兰-马尔彭萨机场

 盧森堡
- 盧森堡市 – 卢森堡-芬德尔国际机场

 土耳其
- 伊斯坦堡 – 阿塔蒂尔克国际机场

 荷蘭
- 阿姆斯特丹 – 阿姆斯特丹史基浦機場

 阿联酋
- 杜拜 – 迪拜国际机场

丝绸之路航空同时提供由巴库去往中亚其他目的地的陆上货运服务（RFS）。

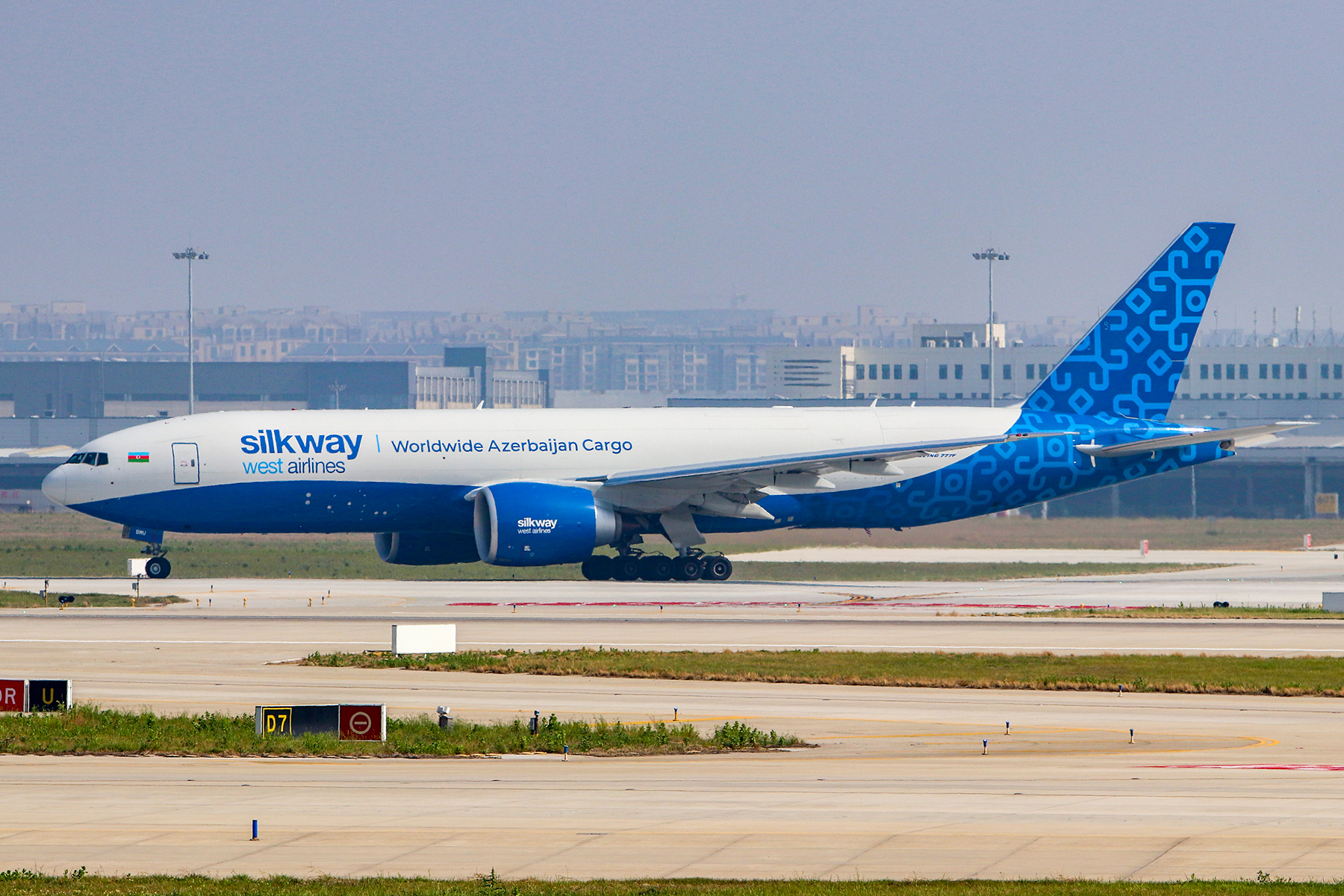
丝绸之路航空的波音777F

## 机队

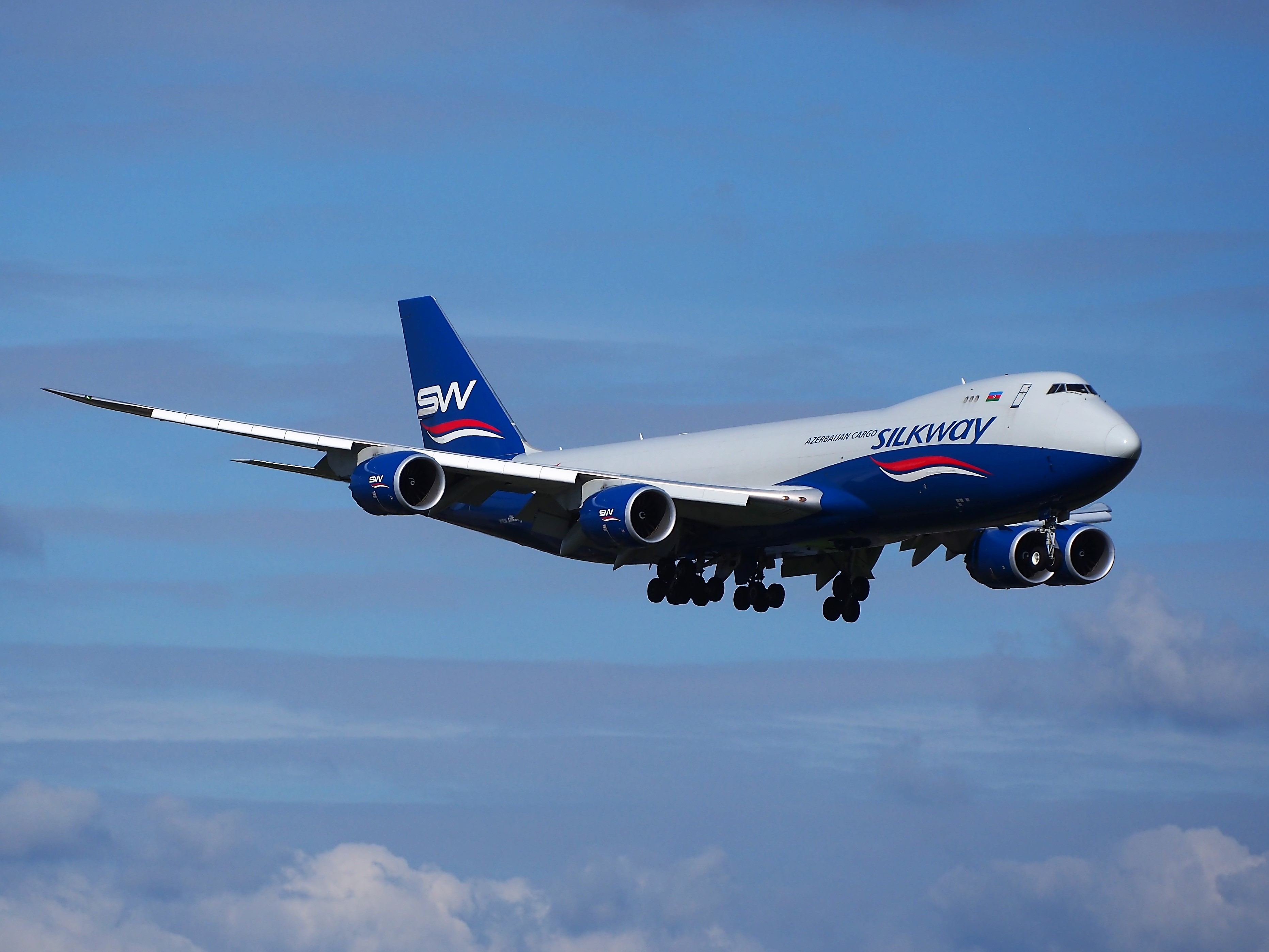
丝绸之路航空的波音747-8F

截止至2025年5月，丝绸之路航空机队如下：

## 事故及空难
- 2002年11月7日，当地时间11:30，一架注册号为4K-AZ21的安托諾夫An-12，执飞丝绸之路航空4132号班机，在降落在乍得恩贾梅纳国际机场时撞上跑道，飞机报废但是全机6名机组成员无一人死亡。[7]
- 2011年7月6日当地时间00:10，一架注册编号4K-AZ55的伊留申76，正在執飛絲綢之路航空995號航班（英语：Silk Way Airlines Flight 995）時在阿富汗坠毁（英语：2011 Silk Way Airlines crash），全机9名机组成员死亡。这架航班运送的是北大西洋公约组织的货物。[8][9]
- 2016年5月18日，一架安托諾夫An-12貨機在阿富汗南部Dwyer機場（英语：Dwyer Airport）起飛飛往土庫曼马雷国际机场（英语：Mary International Airport），起飛時坠毁（英语：2016 Silk Way Airlines Antonov An-12 crash），9名機員中7名罹難。[10]